# 中央区 (東京都)
中央区（ちゅうおうく）は、東京都区部の中央部に位置する特別区。西隣の千代田区や港区とともに東京の「都心3区」の一角をなし、銀座、日本橋といった繁華街・商業地、オフィス街を擁し、日本橋、京橋 、八重洲などの中心業務地区（CBD）が所在する。臨海部を中心にマンションも多く、2023年1月1日時点の定住人口（住民登録数）は17万4074人で1953年以来70年ぶりに過去最多となった。

## 概要
都心であるとともに、江戸城（現在の皇居、千代田区）の東側に位置するいわゆる「城東」エリアの西端でもあり、江戸時代初期から続く下町（町人町）エリアと臨海部の埋立地エリアで構成される。現存する全国の地名で「中央」を最初に使用したはしりが当区である。面積は、東京特別区23区の中で、台東区に次いで2番目に小さい。人口は千代田区に次いで2番目に少ない。
第二次世界大戦後の1947年に旧日本橋区と旧京橋区が合併して誕生した。江戸の日本橋が五街道起点となったように江戸時代から栄え、高級商業地として名高い銀座のほかにも、八重洲・京橋・築地などの街を擁する。日本橋・八重洲・京橋・銀座を南北に貫通する中央通りが目抜通りであり、中央通りの地下には東洋初の地下鉄路線である東京メトロ銀座線（旧東京地下鉄道）が走行している。高度経済成長期からバブル崩壊後にかけては住宅が商業ビルに置き換わり、ドーナツ化現象の影響で1997年には人口が過去最少の7万2090人まで減少したが、21世紀初頭にかけて超高層マンション（タワーマンション）が月島、佃、勝どき、晴海といった東京湾臨海部（ウォーターフロント）などで林立し、都心回帰が進んで近年は人口が急激に増加している。中央区は2027年に20万人を超えると予測している。
日本橋は、渋谷や池袋など鉄道ターミナル駅開業後に発展した街と異なり、江戸時代初期からの歴史と伝統を持つ。当地は五街道の起点であり、日本橋本町を含む一部地域は江戸時代には「江戸本町」と呼ばれる江戸で最初に整備された街であり、江戸の町人文化や経済・金融の中心地として栄えた。江戸時代から金貨幣の発行機関である金座や数多くの両替商が存在した名残から、現在では日本銀行本店や東京証券取引所などの日本経済にとって重要な金融インフラが集積するとともに、大手製薬会社やその他多くの大企業の本社が位置する金融街・ビジネス街であり、千代田区の丸の内・大手町などとともに日本の金融・経済の中心地（中心業務地区、CBD）の一つである。日本橋室町に所在する三越日本橋本店は江戸時代から日本橋に店を構える呉服店の三井越後屋を起源とし、日本で最初の百貨店として知られる。三越は三井財閥（現在の三井グループ）のルーツと言われ、三井本館を中心に日本橋には旧三井財閥の本拠地が置かれた。歴史的経緯から日本橋は通称「三井村」と言われ、三井不動産が多くの複合商業ビルを所有・運営管理している。
旧京橋区の中心地域である銀座は、高級ブランド店、高級時計専門店、高級クラブ、高級バー、高級料亭、歌舞伎座などが集積する都心屈指の繁華街であり、ブランド街として国内外で高い知名度を誇る。目抜通りの中央通りと晴海通りが交差する銀座四丁目交差点付近は銀座の中心地であり、商業地として地価が日本一高い場所としても知られている。江戸時代に設立された銀貨幣の鋳造所（銀座）が地名の由来であり、日本橋とともに江戸時代から続く老舗が多い。
文化的には、同じ江戸城の大曲輪（外堀の内側のエリア）を共有する千代田区（旧麹町区・旧神田区）とは密接な関係にある。神田神社や日枝神社など共通の氏子地域の神社での地域間交流、共通の地区名などの共通点が多い。
河川の水面などが市街化調整区域であることを除き、区内は全域が市街化区域である。区内の77パーセント以上が商業地域に指定され、月島地区に準工業地域が、第一種住居地域や第二種住居地域が明石町や月島地区に存在する。

## 人口
| |                                        |  |
| 中央区と全国の年齢別人口分布（2005年） | 中央区の年齢・男女別人口分布（2005年） |  |
| ■紫色 ― 中央区 ■緑色 ― 日本全国 | ■青色 ― 男性 ■赤色 ― 女性              |  |
| 中央区（に相当する地域）の人口の推移 \| 1970年（昭和45年） \| 103,850人 \| \| \| 1975年（昭和50年） \| 90,097人 \| \| \| 1980年（昭和55年） \| 82,700人 \| \| \| 1985年（昭和60年） \| 79,973人 \| \| \| 1990年（平成2年） \| 68,041人 \| \| \| 1995年（平成7年） \| 63,923人 \| \| \| 2000年（平成12年） \| 72,526人 \| \| \| 2005年（平成17年） \| 98,399人 \| \| \| 2010年（平成22年） \| 122,762人 \| \| \| 2015年（平成27年） \| 141,183人 \| \| \| 2020年（令和2年） \| 169,179人 \| \| |                                        |  |
| 総務省統計局 国勢調査より |                                        |  |
| 1970年（昭和45年） | 103,850人                              |  |
| 1975年（昭和50年） | 90,097人                               |  |
| 1980年（昭和55年） | 82,700人                               |  |
| 1985年（昭和60年） | 79,973人                               |  |
| 1990年（平成2年） | 68,041人                               |  |
| 1995年（平成7年） | 63,923人                               |  |
| 2000年（平成12年） | 72,526人                               |  |
| 2005年（平成17年） | 98,399人                               |  |
| 2010年（平成22年） | 122,762人                              |  |
| 2015年（平成27年） | 141,183人                              |  |
| 2020年（令和2年） | 169,179人                              |  |

### 人口
2005年の夜間人口（居住者）は98,220人であるが、区外からの通勤者と通学生および居住者のうちの区内残留人口の合計である昼間人口は647,733人で、比率は6.595倍であったが、その後の夜間人口の増加および昼間人口の減少により、2010年における比率は約4.94倍にまで縮まっている（夜間人口122,762人、昼間人口605,926人）。2020年4月1日現在、夜間人口（居住者）は169,629人まで増加している。
第二次世界大戦後よりドーナツ化現象（郊外化）の影響で人口の減少傾向が続いていたが、バブル崩壊以降の都心地価の下落で都心回帰の流れが進み、臨海部での大規模マンションの開発や、都心部における都市再開発における住宅増により、定住人口は反転増加傾向にある。2013年4月に定住人口13万人を1967年以来46年ぶりに達し、2017年1月には15万人に達した。日本橋や銀座などの繁華街やオフィス街を複数抱えるため、昼間人口は60.6万人に達する。また、商業地域としての特徴が強く、建物はビル（オフィスビル）が目立ち、住宅としてはマンション（超高層マンションや公営住宅も）や団地などの集合住宅が大半を占め、低層住宅の一戸建てやアパート（長屋も）などはかなり少ない（南部の佃や月島付近に点在するのみ）。
1990年代より、臨海部では50階超のタワーマンションが複数建築されているほか、晴海地区（東京国際見本市会場跡地）では2020年東京オリンピックパラリンピック競技大会用の選手村を、HARUMI FLAGという名称のマンションとして開発している。

## 地理

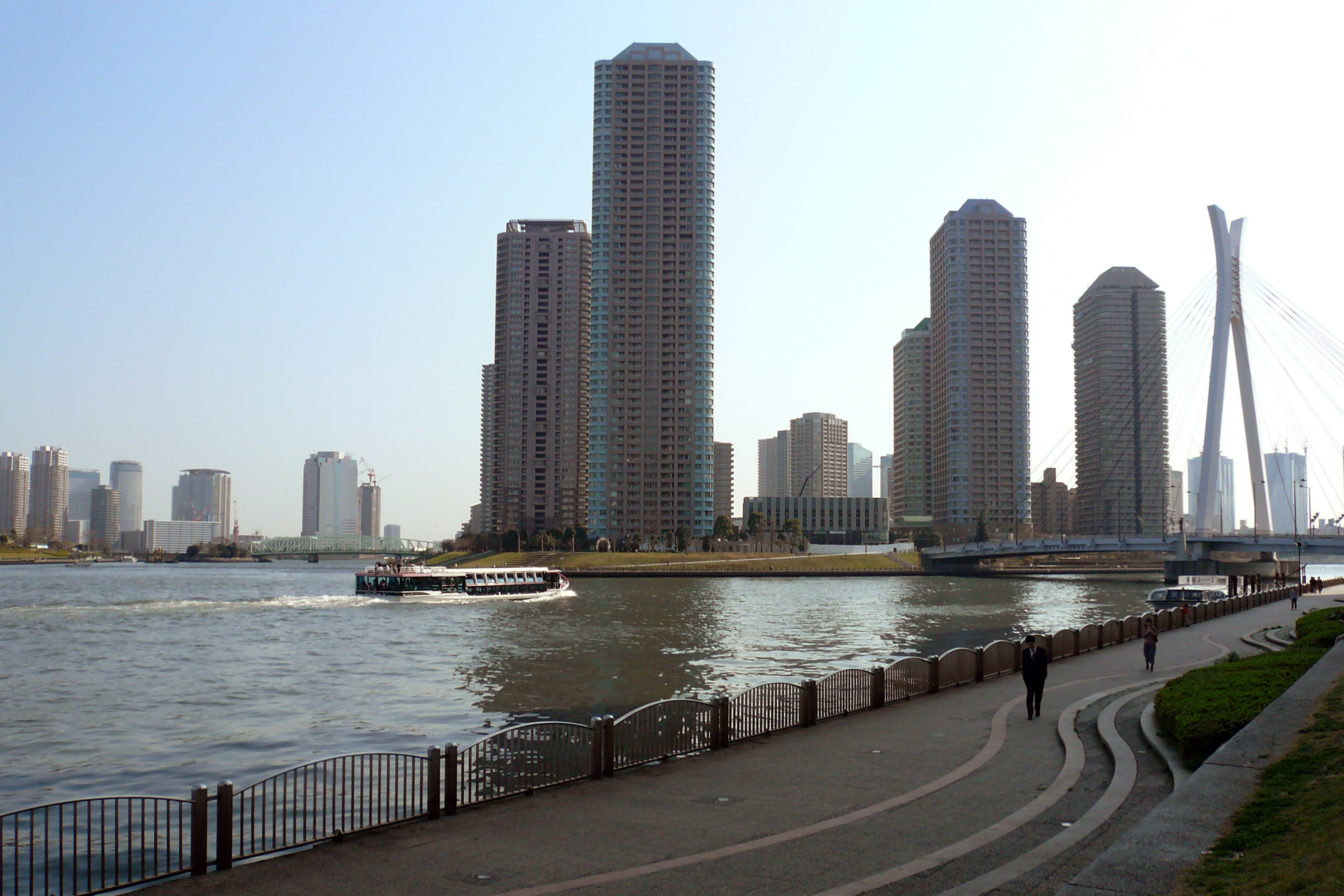
隅田川（隅田川テラスより）

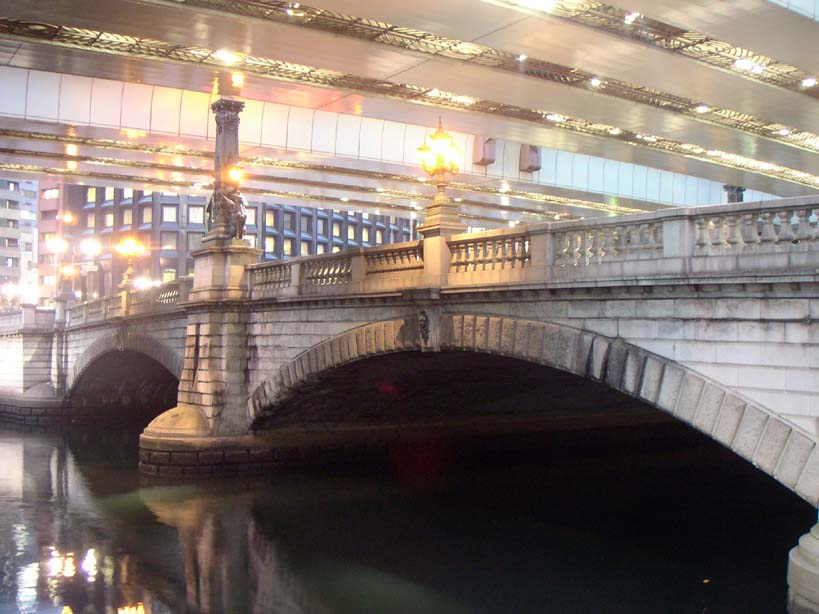
日本橋川（日本橋袂より）

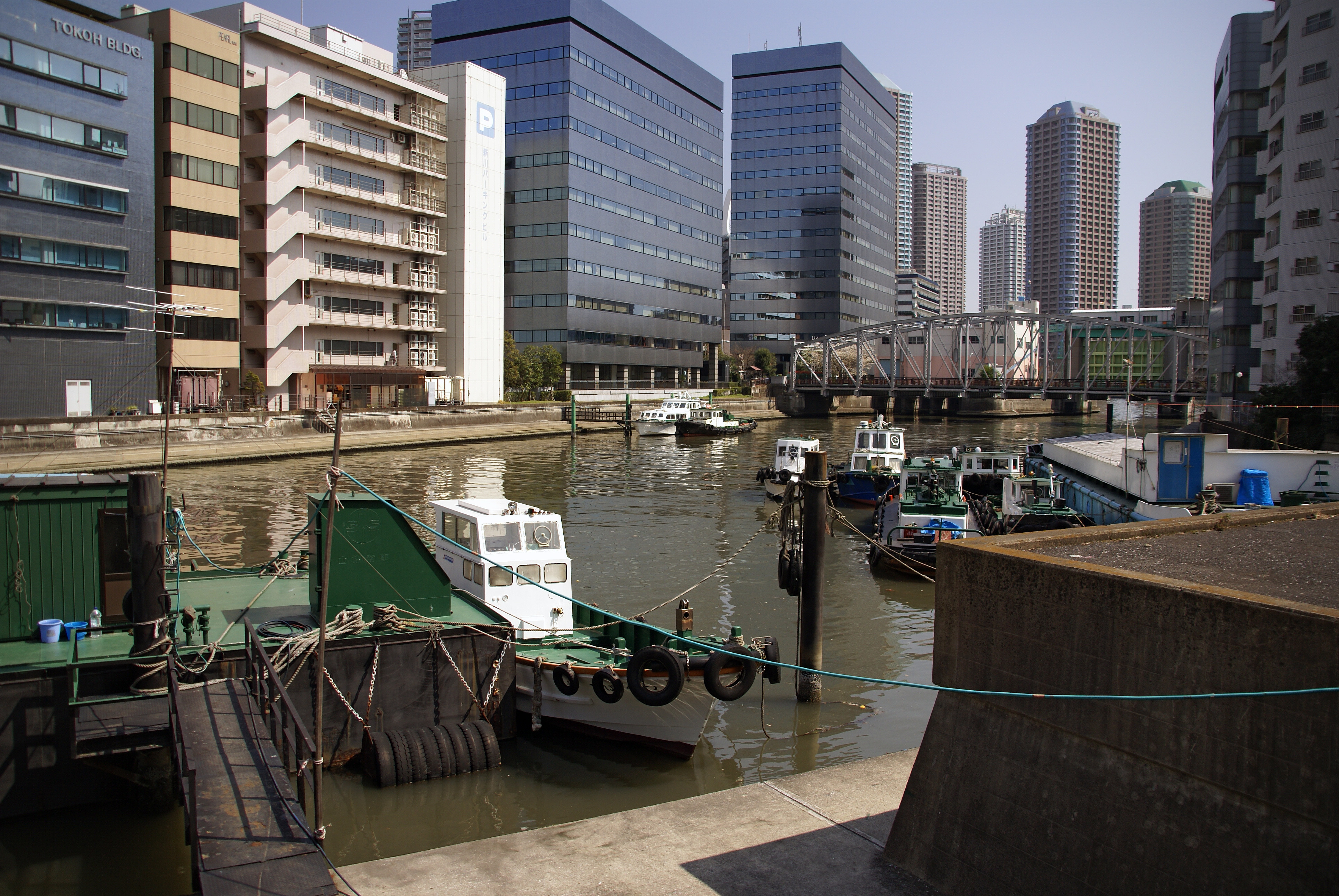
亀島川（鉄砲洲通りより）

区域の西側は日本橋や京橋など江戸時代から栄えた地域であり、東側は同時代からの埋め立てによって出来た地域である。現在、中央区は行政上、日本橋、京橋（銀座・築地などを含む）及び月島の3地域に区分されている。区内はほぼ平坦で、標高は1-3メートル。
中央区は第二次世界大戦終戦直後まで運河と水運の町であった。区内には京橋川、桜川、築地川、汐留川、三十間堀川、鉄砲洲川、箱崎川、浜町川、竜閑川などが縦横無尽に張り巡らされていた。これらの河川は戦後の残土処理や高速道路建設のため埋め立てられ（いわゆる暗渠化）、現在では往時の姿をほとんど残していないが、町や区界はこの河川に沿っていることが多い。
区の北端との区界は竜閑川跡、西端は外堀跡および日本橋川、南端は汐留川跡である。区の東端には江東区との境に隅田川が流れる。隅田川は下流で二股に分かれ（西側が本流、東側は「派流晴海運河」）、その中洲には佃や月島、勝どき、豊海町、晴海がある。区の南部は東京湾に面している。
河川
- 隅田川
- 神田川
- 日本橋川
- 亀島川
- 築地川
- 汐留川
- 月島川
- 新月島川
- 佃川支川

運河
- 晴海運河、朝潮運河

隣接する自治体
- 千代田区、港区、台東区、墨田区、江東区

## 歴史
近世以前
- 江戸郷内前嶋の位置にあたる。

近世
- 江戸町に相当。寛政の改革では雇用政策として石川島（現在の大川端）に人足寄場が設置された。
- 1603年4月14日 - 日本橋（初代）が架橋される。

近・現代
- 1869年 - 築地鉄砲洲（今日の明石町付近）に外国人居留地設置（〜1899年）。
- 1953年 - 戦後の復員や戦災復興などにより、定住人口過去最高となる172,183人を記録。
- 1967年 - 高度経済成長に伴う都市化で都心離れが進み、定住人口13万人を割り込む。
- 1987年3月15日 - 区歌『わがまち』を制定。
- 1997年4月 - 定住人口が過去最低となる71,806人を記録。
- 2007年4月4日 - 定住人口10万人に31年ぶりに達した。
- 2011年 - 日本橋（第十九代）架橋100周年を迎える。
- 2013年4月4日 - 定住人口13万人を46年ぶりに達した。
- 2017年1月13日 - 定住人口15万人を55年ぶりに達した。
- 2021年3月30日 - 温暖化ガスである二酸化炭素の排出量を2050年までに実質的にゼロをめざすゼロカーボンシティを宣言[11]。

区の歴史

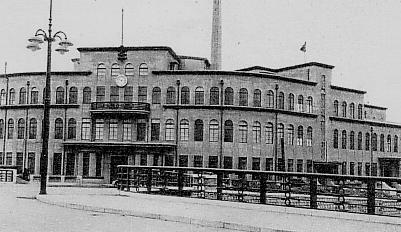
京橋区役所（1930年ごろ撮影）

- 1878年11月2日施行の郡区町村編制法に基づく東京15区のうち、日本橋区と京橋区が誕生。現在の中央区に相当する。
- 1947年
  - 3月15日 - 両区を併せて現在の中央区となる。旧日本橋区域の町名に「日本橋」の冠称が付く。
  - 5月3日 - 地方自治法施行により、中央区は特別区となる。
- 2017年3月15日 - 中央区制施行70年。

### 区名の由来
東京市（現在の東京都区部）の地理的中央に位置すること点、経済文化の中心地であることから名付けられた。「中央」を区名としてだけでなく地名として日本で正式に初めて起用したのが本区である。「江戸区」「銀座区」「大江戸区」「日京区」「東京区」などの候補があった。

## 町名
中央区では、全域で住居表示に関する法律に基づく住居表示が実施されている。

### 町名のラテン文字表記
中央区では、日本語の読み方と共にラテン文字表記に関しても正式な綴りを示している。
- 日本橋、東日本橋および日本橋○○町の場合、ラテン文字表記の一つで現在主流の「修正ヘボン式」を採用し「Nihonbashi」「Higashi-nihonbashi」「Nihonbashi-○○cho」と表記する。これは明治から長らく使われ続けた英字表記のスペルでもある。
- 日本橋大伝馬町および日本橋小伝馬町の場合、日本橋は「修正ヘボン式」を採用し、○○○町は「旧ヘボン式」に則り（「b、p、m」の前に限り「m」を使う）「Nihonbashi-odemmacho」「Nihonbashi-kodemmacho」としている。

### 町名一覧

#### 京橋地域
| 町名         | 町区域新設年月日 | 住居表示実施年月日 | 住居表示実施前の町名など                                                                                    | 備考 |
| ------------ | ---------------- | ------------------ | --- | ---- |
| 明石町       | 1966年7月1日     | 1966年7月1日       | 明石町（全）、入船町3                                                                                       |      |
| 入船一丁目   | 1971年1月1日     | 1971年1月1日       | 入船町1〜3                                                                                                  |      |
| 入船二丁目   | 1971年1月1日     | 1971年1月1日       | 入船町1〜3                                                                                                  |      |
| 入船三丁目   | 1971年1月1日     | 1971年1月1日       | 入船町1〜3                                                                                                  |      |
| 銀座一丁目   | 1969年4月1日     | 1969年4月1日       | 銀座1〜8、銀座東1〜8、銀座西1〜8（以上全）                                                                  |      |
| 銀座二丁目   | 1969年4月1日     | 1969年4月1日       | 銀座1〜8、銀座東1〜8、銀座西1〜8（以上全）                                                                  |      |
| 銀座三丁目   | 1969年4月1日     | 1969年4月1日       | 銀座1〜8、銀座東1〜8、銀座西1〜8（以上全）                                                                  |      |
| 銀座四丁目   | 1969年4月1日     | 1969年4月1日       | 銀座1〜8、銀座東1〜8、銀座西1〜8（以上全）                                                                  |      |
| 銀座五丁目   | 1969年4月1日     | 1969年4月1日       | 銀座1〜8、銀座東1〜8、銀座西1〜8（以上全）                                                                  |      |
| 銀座六丁目   | 1969年4月1日     | 1969年4月1日       | 銀座1〜8、銀座東1〜8、銀座西1〜8（以上全）                                                                  |      |
| 銀座七丁目   | 1969年4月1日     | 1969年4月1日       | 銀座1〜8、銀座東1〜8、銀座西1〜8（以上全）                                                                  |      |
| 銀座八丁目   | 1969年4月1日     | 1969年4月1日       | 銀座1〜8、銀座東1〜8、銀座西1〜8（以上全）                                                                  |      |
| 新川一丁目   | 1971年10月1日    | 1971年10月1日      | 新川1・2、霊岸島1・2、越前堀1〜3（以上全）                                                                  |      |
| 新川二丁目   | 1971年10月1日    | 1971年10月1日      | 新川1・2、霊岸島1・2、越前堀1〜3（以上全）                                                                  |      |
| 新富一丁目   | 1971年1月1日     | 1971年1月1日       | 新富町1〜3（全）、入船町1〜3                                                                                |      |
| 新富二丁目   | 1971年1月1日     | 1971年1月1日       | 新富町1〜3（全）、入船町1〜3                                                                                |      |
| 築地一丁目   | 1966年7月1日     | 1966年7月1日       | 築地1〜5（全）、小田原町1〜3（全）                                                                          |      |
| 築地二丁目   | 1966年7月1日     | 1966年7月1日       | 築地1〜5（全）、小田原町1〜3（全）                                                                          |      |
| 築地三丁目   | 1966年7月1日     | 1966年7月1日       | 築地1〜5（全）、小田原町1〜3（全）                                                                          |      |
| 築地四丁目   | 1966年7月1日     | 1966年7月1日       | 築地1〜5（全）、小田原町1〜3（全）                                                                          |      |
| 築地五丁目   | 1966年7月1日     | 1966年7月1日       | 築地1〜5（全）、小田原町1〜3（全）                                                                          |      |
| 築地六丁目   | 1966年7月1日     | 1966年7月1日       | 築地1〜5（全）、小田原町1〜3（全）                                                                          |      |
| 築地七丁目   | 1966年7月1日     | 1966年7月1日       | 築地1〜5（全）、小田原町1〜3（全）                                                                          |      |
| 八丁堀一丁目 | 1970年1月1日     | 1970年1月1日       | 西八丁堀1〜4（全）、八丁堀1〜4（全）                                                                        |      |
| 浜離宮庭園   | 1966年7月1日     | 1966年7月1日       | 築地6（全）                                                                                                 |      |
| 東日本橋     | 1971年4月1日     | 1971年4月1日       | 日本橋村松町、日本橋若松町、日本橋矢ノ倉町、日本橋薬研堀町、日本橋米沢町3、日本橋両国（以上全）、日本橋橘町 |      |
| 湊           | 1971年1月1日     | 1971年1月1日       | 湊町1〜3（全）                                                                                              |      |
| 八重洲一丁目 | 1973年1月1日     | 1978年1月1日       | 八重洲1〜6（全）                                                                                            |      |
| 八重洲二丁目 | 1973年1月1日     | 1978年1月1日       | 八重洲1〜6（全）                                                                                            |      |

#### 日本橋地域
| 町名               | 町区域新設年月日 | 住居表示実施年月日 | 住居表示実施前の町名など                                                                    | 備考 |
| ------------------ | ---------------- | ------------------ | ------------------------------------------------------------------------------------------- | ---- |
| 日本橋一丁目       | 1973年1月1日     | 1973年1月1日       | 日本橋通1〜3（全）、日本橋江戸橋1〜3（全）                                                  |      |
| 日本橋二丁目       | 1973年1月1日     | 1973年1月1日       | 日本橋通1〜3（全）、日本橋江戸橋1〜3（全）                                                  |      |
| 日本橋三丁目       | 1973年1月1日     | 1973年1月1日       | 日本橋通1〜3（全）、日本橋江戸橋1〜3（全）                                                  |      |
| 日本橋大伝馬町     | 1980年1月1日     | 1980年1月1日       | 日本橋大伝馬町1〜3（全）                                                                    |      |
| 日本橋蛎殻町一丁目 | 1976年1月1日     | 1976年1月1日       | 日本橋蛎殻町3（全）、日本橋蛎殻町1・2・4                                                    |      |
| 日本橋蛎殻町二丁目 | 1976年1月1日     | 1976年1月1日       | 日本橋蛎殻町3（全）、日本橋蛎殻町1・2・4                                                    |      |
| 日本橋兜町         | 1982年1月1日     | 1982年1月1日       | 日本橋兜町1〜3（全）                                                                        |      |
| 日本橋茅場町一丁目 | 1982年1月1日     | 1982年1月1日       | 日本橋茅場町1〜3（全）                                                                      |      |
| 日本橋茅場町二丁目 | 1982年1月1日     | 1982年1月1日       | 日本橋茅場町1〜3（全）                                                                      |      |
| 日本橋茅場町三丁目 | 1982年1月1日     | 1982年1月1日       | 日本橋茅場町1〜3（全）                                                                      |      |
| 日本橋小網町       | 1976年1月1日     | 1976年1月1日       | 日本橋小網町1・3（全）、日本橋小網町2                                                       |      |
| 日本橋小伝馬町     | 1980年1月1日     | 1980年1月1日       | 日本橋小伝馬町1〜3（全）                                                                    |      |
| 日本橋小舟町       | 1980年1月1日     | 1980年1月1日       | 日本橋小舟町1・2                                                                            |      |
| 日本橋富沢町       | 1980年1月1日     | 1980年1月1日       | 日本橋富沢町（全）、日本橋浪花町                                                            |      |
| 日本橋中洲         | 1971年4月1日     | 1971年4月1日       | 日本橋中洲（全）                                                                            |      |
| 日本橋人形町一丁目 | 1976年1月1日     | 1976年1月1日       | 日本橋人形町1〜3（全）、日本橋小網町2、日本橋蛎殻町1・2、日本橋浪花町、日本橋芳町1・2（全） |      |
| 日本橋人形町二丁目 | 1976年1月1日     | 1976年1月1日       | 日本橋人形町1〜3（全）、日本橋小網町2、日本橋蛎殻町1・2、日本橋浪花町、日本橋芳町1・2（全） |      |
| 日本橋人形町三丁目 | 1980年1月1日     | 1980年1月1日       | 日本橋人形町1〜3（全）、日本橋小網町2、日本橋蛎殻町1・2、日本橋浪花町、日本橋芳町1・2（全） |      |
| 日本橋馬喰町一丁目 | 1971年4月1日     | 1971年4月1日       | 日本橋馬喰町1〜4（全）                                                                      |      |
| 日本橋馬喰町二丁目 | 1971年4月1日     | 1971年4月1日       | 日本橋馬喰町1〜4（全）                                                                      |      |
| 日本橋箱崎町       | 1976年1月1日     | 1976年1月1日       | 日本橋箱崎町1〜4（全）、日本橋北新堀町（全）                                                |      |
| 日本橋浜町一丁目   | 1971年4月1日     | 1971年4月1日       | 日本橋浜町1〜3（全）、日本橋久松町                                                          |      |
| 日本橋浜町二丁目   | 1971年4月1日     | 1971年4月1日       | 日本橋浜町1〜3（全）、日本橋久松町                                                          |      |
| 日本橋浜町三丁目   | 1971年4月1日     | 1971年4月1日       | 日本橋浜町1〜3（全）、日本橋久松町                                                          |      |
| 日本橋久松町       | 1971年4月1日     | 1971年4月1日       | 日本橋久松町、日本橋橘町                                                                    |      |
| 日本橋堀留町一丁目 | 1980年1月1日     | 1980年1月1日       | 日本橋堀留町1・2（全）、日本橋小舟町1・2                                                    |      |
| 日本橋堀留町二丁目 | 1980年1月1日     | 1980年1月1日       | 日本橋堀留町1・2（全）、日本橋小舟町1・2                                                    |      |
| 日本橋本石町一丁目 | 1987年1月1日     | 1987年1月1日       | 日本橋本石町1〜4（全）                                                                      |      |
| 日本橋本石町二丁目 | 1987年1月1日     | 1987年1月1日       | 日本橋本石町1〜4（全）                                                                      |      |
| 日本橋本石町三丁目 | 1987年1月1日     | 1987年1月1日       | 日本橋本石町1〜4（全）                                                                      |      |
| 日本橋本石町四丁目 | 1987年1月1日     | 1987年1月1日       | 日本橋本石町1〜4（全）                                                                      |      |
| 日本橋本町一丁目   | 1987年1月1日     | 1987年1月1日       | 日本橋本町1〜4（全）                                                                        |      |
| 日本橋本町二丁目   | 1987年1月1日     | 1987年1月1日       | 日本橋本町1〜4（全）                                                                        |      |
| 日本橋本町三丁目   | 1987年1月1日     | 1987年1月1日       | 日本橋本町1〜4（全）                                                                        |      |
| 日本橋本町四丁目   | 1987年1月1日     | 1987年1月1日       | 日本橋本町1〜4（全）                                                                        |      |
| 日本橋室町一丁目   | 1987年1月1日     | 1987年1月1日       | 日本橋室町1〜4（全）                                                                        |      |
| 日本橋室町二丁目   | 1987年1月1日     | 1987年1月1日       | 日本橋室町1〜4（全）                                                                        |      |
| 日本橋室町三丁目   | 1987年1月1日     | 1987年1月1日       | 日本橋室町1〜4（全）                                                                        |      |
| 日本橋室町四丁目   | 1987年1月1日     | 1987年1月1日       | 日本橋室町1〜4（全）                                                                        |      |
| 日本橋横山町       | 1971年4月1日     | 1971年4月1日       | 日本橋横山町（全）                                                                          |      |

1. ↑  旧日本橋区の区域にある街の町名は「日本橋○○町・○日本橋」と称している（八重洲を除く）。これは戦後、旧日本橋区と旧京橋区が合併する際に「日本橋」の町名が消えることを避けるために、旧日本橋区の町名に日本橋を冠したことによる。

#### 月島地域
| 町名         | 町区域新設年月日 | 住居表示実施年月日 | 住居表示実施前の町名など                                                                              | 備考 |
| ------------ | ---------------- | ------------------ | --- | ---- |
| 勝どき一丁目 | 1965年4月1日     | 1965年4月1日       | 月島西河岸通7〜12、月島西仲通7〜12、月島通7〜12、月島東仲通7〜12、月島東河岸通7〜12、月島12（以上全） |      |
| 勝どき二丁目 | 1965年4月1日     | 1965年4月1日       | 月島西河岸通7〜12、月島西仲通7〜12、月島通7〜12、月島東仲通7〜12、月島東河岸通7〜12、月島12（以上全） |      |
| 勝どき三丁目 | 1965年4月1日     | 1965年4月1日       | 月島西河岸通7〜12、月島西仲通7〜12、月島通7〜12、月島東仲通7〜12、月島東河岸通7〜12、月島12（以上全） |      |
| 勝どき四丁目 | 1965年4月1日     | 1965年4月1日       | 月島西河岸通7〜12、月島西仲通7〜12、月島通7〜12、月島東仲通7〜12、月島東河岸通7〜12、月島12（以上全） |      |
| 勝どき五丁目 | 1965年4月1日     | 1965年4月1日       | 月島西河岸通7〜12、月島西仲通7〜12、月島通7〜12、月島東仲通7〜12、月島東河岸通7〜12、月島12（以上全） |      |
| 勝どき六丁目 | 1965年4月1日     | 1965年4月1日       | 月島西河岸通7〜12、月島西仲通7〜12、月島通7〜12、月島東仲通7〜12、月島東河岸通7〜12、月島12（以上全） |      |
| 月島一丁目   | 1965年4月1日     | 1965年4月1日       | 月島西河岸通1〜6、月島西仲通1〜6、月島通1〜6、月島東仲通1〜6、月島東河岸通1〜6                        |      |
| 月島二丁目   | 1965年4月1日     | 1965年4月1日       | 月島西河岸通1〜6、月島西仲通1〜6、月島通1〜6、月島東仲通1〜6、月島東河岸通1〜6                        |      |
| 月島三丁目   | 1965年4月1日     | 1965年4月1日       | 月島西河岸通1〜6、月島西仲通1〜6、月島通1〜6、月島東仲通1〜6、月島東河岸通1〜6                        |      |
| 月島四丁目   | 1965年4月1日     | 1965年4月1日       | 月島西河岸通1〜6、月島西仲通1〜6、月島通1〜6、月島東仲通1〜6、月島東河岸通1〜6                        |      |
| 佃一丁目     | 1967年3月1日     | 1967年3月1日       | 佃島、新佃島西町1〜3、新佃島東町1・2（以上全）                                                        |      |
| 佃二丁目     | 1967年3月1日     | 1967年3月1日       | 佃島、新佃島西町1〜3、新佃島東町1・2（以上全）                                                        |      |
| 佃三丁目     | 1967年3月1日     | 1967年3月1日       | 佃島、新佃島西町1〜3、新佃島東町1・2（以上全）                                                        |      |
| 豊海町       | 1965年4月1日     | 1965年4月1日       | 埋立地                                                                                                |      |
| 晴海一丁目   | 1965年4月1日     | 1965年4月1日       | 晴海町1〜6（全）                                                                                      |      |
| 晴海二丁目   | 1965年4月1日     | 1965年4月1日       | 晴海町1〜6（全）                                                                                      |      |
| 晴海三丁目   | 1965年4月1日     | 1965年4月1日       | 晴海町1〜6（全）                                                                                      |      |
| 晴海四丁目   | 1965年4月1日     | 1965年4月1日       | 晴海町1〜6（全）                                                                                      |      |
| 晴海五丁目   | 1965年4月1日     | 1965年4月1日       | 晴海町1〜6（全）                                                                                      |      |

## 地域

### 主な行事
- 東京湾大華火祭（毎年8月、東京港晴海埠頭）

### 在外公館
- アルバニア共和国大使館
- ベネズエラ・ボリバル共和国大使館

### ナンバープレート
自動車ナンバープレートでは、中央区は東京運輸支局本庁舎の管轄エリアで、品川ナンバーを交付される。

## 行政

### 区長
- 区長 ： 山本泰人（2期目）
- 任期 ： 2023年（令和5年）4月27日 - 2027年（令和9年）4月26日[13]

歴代区長
- 初代：山本泰介（1947年（昭和22年）4月23日 - 1951年（昭和26年）4月14日）
- 第2代：野宗英一郎（1951年（昭和26年）4月26日 - 1955年（昭和30年）1月21日）
- 第3代：野宗英一郎（1955年（昭和30年）1月22日 - 1959年（昭和34年）1月21日）
- 第4代：野宗英一郎（1959年（昭和34年）1月22日 - 1963年（昭和38年）1月21日）
- 第5代：野宗英一郎（1963年（昭和38年）3月4日 - 1967年（昭和42年）3月3日）
- 第6代：折田進二（1967年（昭和42年）6月9日 - 1971年（昭和46年）6月8日）
- 第7代：折田進二（1971年（昭和46年）6月9日 - 1975年（昭和50年）4月26日）
- 第8代：横関政一（1975年（昭和50年）4月27日 - 1979年（昭和54年）4月26日）
- 第9代：横関政一（1979年（昭和54年）4月27日 - 1983年（昭和58年）4月26日）
- 第10代：横関政一（1983年（昭和58年）4月27日 - 1987年（昭和62年）4月26日）
- 第11代：矢田美英（1987年（昭和62年）4月27日 - 1991年（平成3年）4月26日）
- 第12代：矢田美英（1991年（平成3年）4月27日 - 1995年（平成7年）4月26日）
- 第13代：矢田美英（1995年（平成7年）4月27日 - 1999年（平成11年）4月26日）
- 第14代：矢田美英（1999年（平成11年）4月27日 - 2003年（平成15年）4月26日）
- 第15代：矢田美英（2003年（平成15年）4月27日 - 2007年（平成19年）4月26日）
- 第16代：矢田美英（2007年（平成19年）4月27日 - 2011年（平成23年）4月26日）
- 第17代：矢田美英（2011年（平成23年）4月27日 - 2015年（平成27年）4月26日）
- 第18代：矢田美英（2015年（平成27年）4月27日 - 2019年（平成31年）4月26日）
- 第19代：山本泰人（2019年（平成31年）4月27日 - 2023年（令和5年）4月26日）[14]

### 友好都市・姉妹都市
- 山形県東根市
  - 1991年友好都市提携

- オーストラリア・サザランド市
  - 1991年姉妹都市提携

## 議会

### 都議会
2025年東京都議会議員選挙
- 選挙区：中央区選挙区
- 定数：1人
- 任期：2025年7月23日 - 2029年7月22日
- 投票日：2025年6月22日
- 当日有権者数：143,726人
- 投票率：45.47％

| 候補者名   | 当落 | 年齢 | 所属党派           | 新旧別 | 得票数   |
| ---------- | ---- | ---- | ------------------ | ------ | -------- |
| 高橋真規子 | 当   | 47   | 都民ファーストの会 | 新     | 22,578票 |
| 石島秀起   | 落   | 65   | 自由民主党         | 現     | 18,644票 |
| 天野こころ | 落   | 35   | 再生の道           | 新     | 11,354票 |
| 愛みち子   | 落   | 62   | 社会民主党         | 新     | 6,983票  |
| 佐藤広樹   | 落   | 54   | 無所属             | 新     | 4,264票  |

2021年東京都議会議員選挙
- 選挙区：中央区選挙区
- 定数：1人
- 投票日：2021年7月4日
- 当日有権者数：135,196人
- 投票率：39.19％

| 候補者名 | 当落 | 年齢 | 所属党派           | 新旧別 | 得票数   |
| -------- | ---- | ---- | ------------------ | ------ | -------- |
| 石島秀起 | 当   | 61   | 自由民主党         | 新     | 19,272票 |
| 池邉愛   | 落   | 40   | 都民ファーストの会 | 新     | 14,042票 |
| 松田朝子 | 落   | 61   | 立憲民主党         | 新     | 10,251票 |
| 岸野智康 | 落   | 26   | 日本維新の会       | 現     | 7,839票  |

2017年東京都議会議員選挙
- 選挙区：中央区選挙区
- 定数：1人
- 投票日：2017年7月2日
- 当日有権者数：122,516人
- 投票率：50.74％

| 候補者名 | 当落 | 年齢 | 所属党派           | 新旧別 | 得票数   |
| -------- | ---- | ---- | ------------------ | ------ | -------- |
| 西郷歩美 | 当   | 32   | 都民ファーストの会 | 新     | 25,792票 |
| 石島秀起 | 落   | 57   | 自由民主党         | 新     | 17,965票 |
| 森山高至 | 落   | 51   | 無所属             | 新     | 8,736票  |
| 立石晴康 | 落   | 75   | 無所属             | 現     | 6,842票  |
| 齋藤一恵 | 落   | 48   | 諸派               | 新     | 1,347票  |

### 衆議院
- 選挙区：東京2区（中央区、台東区）
- 投票日：2024年10月27日
- 当日有権者数：322,489人
- 投票率：57.12％

| 当落 | 候補者名   | 年齢 | 所属党派     | 新旧別 | 得票数   | 重複 |
| ---- | ---------- | ---- | ------------ | ------ | -------- | ---- |
| 当   | 辻清人     | 45   | 自由民主党   | 前     | 66,050票 | ○    |
| 比当 | 鳩山紀一郎 | 48   | 国民民主党   | 新     | 48,527票 | ○    |
|      | 今村充     | 49   | 日本維新の会 | 新     | 29,860票 | ○    |
|      | 細野真理   | 43   | 日本共産党   | 新     | 22,316票 |      |
|      | 最上佳則   | 48   | 参政党       | 新     | 11,322票 |      |

## 警察
警視庁
- 中央警察署（日本橋兜町14-2）
- 久松警察署（日本橋久松町8-1）
- 築地警察署（築地1-6-1）
- 月島警察署（晴海3-16-14）

## 消防
東京消防庁　第一消防方面本部
- 京橋消防署（京橋3-14-1）救急隊1
  - 築地出張所（明石町1-27）救急隊無
  - 銀座出張所（銀座7-11-17）特別消火中隊・救急隊1
- 日本橋消防署（日本橋兜町14-12）特別消火中隊・消防活動二輪部隊・救急隊1
  - 堀留出張所（日本橋堀留町1-2-6）救急隊無
  - 人形町出張所（日本橋人形町2-27-8）救急隊無
  - 浜町出張所（日本橋浜町3-45-12）水難救助隊・救急隊無
- 臨港消防署（勝どき5-1-23）水難救助隊・救急隊無
  - 月島出張所（勝どき4-5-14）特別消火中隊・救急隊1

## 住宅
- 東京都中央区の超高層建築物・構築物の一覧

### 高層住宅
- 大川端リバーシティ21
- 晴海アイランドトリトンスクエア
- センチュリーパークタワー
- ソフィアタワー勝どき
- コスモ東京ベイタワー
- ムーンアイランドタワー
- ファミール月島グランスイートタワー
- アイマークタワー
- 銀座タワー
- ザ・クレストタワー
- トルナーレ日本橋浜町
- ライオンズタワー月島
- リガーレ日本橋人形町
- THE TOKYO TOWERS
- 晴海テラス
- ベイシティ晴海スカイリンクタワー
- 勝どきビュータワー
- ザ・パークハウス晴海タワーズクロノレジデンス
- キャピタルゲートプレイス　ザ・タワー
- ベイサイドタワー晴海
- DEUX TOURS CANAL&SPA ドゥトゥール
- ザ・パークハウス晴海タワーズティアロレジデンス
- KACHIDOKI THE TOWER
- ブリリアザタワー東京八重洲アベニュー
- パークシティ中央湊ザ・タワー
- シティタワー銀座東
- ザ・パークハウス晴海タワーズ
- パークタワー晴海
- 晴海フラッグ

### 住宅団地
- UR 勝どきビュータワー
- UR 月島団地 - 勝どき 市街地住宅 賃貸20 1959年 勝どき三丁目に改称後建替え
- UR 月島東中通団地 - 勝どき 市街地住宅 賃貸77 1961年 現存現勝どき四丁目。譲渡返還
- UR 晴海アイランドトリトンスクエア - 晴海、旧住宅・都市整備公団、建替え、1997年-
- UR 晴海団地 - 晴海、高層(10F) 賃貸262　分譲240 1957年
- UR 晴海高層アパート - 晴海、消滅, 旧日本住宅公団, 前川國男設計事務所、公団初の高層住宅、1957年
- UR 大川端リバーシティ21 - 佃
- 都営勝どき一丁目アパート（勝どき 1-2、1999年）
- 都営勝どき二丁目アパート（勝どき 2-9、1971年）
- 都営勝どき五丁目アパート（勝どき 5-8、1969年）
- 都営勝どき五丁目第2アパート（勝どき 5-9、2006年）
- 都営勝どき六丁目アパート（勝どき 6-6、1977年）
- 都営佃二丁目アパート（佃 2-2、1986 - 1987年）
- 都営明石町アパート（明石町 2-4、1970年）
- 都営明石町第2アパート（明石町 13、1975年）

- 東卸豊海住宅（東京魚市場卸協同組合）

## 交通
区中央部には日本の道路網の始点である日本橋があり、東京最初の地下鉄である東京地下鉄道（現在の東京メトロ銀座線）も中央通りに沿って作られた。区北西部で外堀通りを挟んで接する千代田区側には東京駅があり、その八重洲側出口（東側）が中央区へ、丸の内側出口（西側）が千代田区へ開いている。なお、区南部の晴海埠頭（東京港の一部）には晴海客船ターミナルがあったが、江東区青海の東京国際クルーズターミナルの開業に伴い2022年2月20日に廃止された。2022年9月17日に八重洲（東京駅八重洲口前）の東京ミッドタウン八重洲地下に高速バスのバスターミナルであるバスターミナル東京八重洲が開業した。このバスターミナルは八重洲地区の再開発事業などを通じて「国際都市東京の玄関口」と「国内主要都市との交通結節」の機能強化を目的として、新たなバスターミナルを整備する方針によるもので、さらに八重洲周辺で第2期エリア（八重洲一丁目東地区）、第3期エリア（八重洲二丁目中地区）でも同バスターミナルを建設中である。

勝どき、豊海、晴海では、タワーマンションなどの建設が進み、環状2号線や有明通り、晴海大橋などの道路網も整備された。また、2024年春には晴海で晴海フラッグの街びらきが控えており、東京BRTや区内コミュニティバス「江戸バス」などのバス路線の整備も進められている。晴海通り下に臨海地下鉄新線の構想があり、2040年以降の開業が見込まれている。また、首都高速では、都心環状線日本橋付近の地下化や新京橋連結路の建設が進められており、晴海線の延伸も検討されている。JR東日本では東京駅と羽田空港間を約18分で結ぶ羽田空港アクセス線の建設が2031年度の開業を目指して進めている。

### 鉄道
区内に所在する駅は、すべてプラットホームやコンコースなどが地下に位置している。
- 区役所最寄駅：新富町駅

東日本旅客鉄道（JR東日本）
 総武快速線
- 新日本橋駅 - 馬喰町駅

 京葉線
- 八丁堀駅

東京地下鉄（東京メトロ）
 銀座線
- 銀座駅 - 京橋駅 - 日本橋駅 - 三越前駅

 日比谷線
- 銀座駅 - 東銀座駅 - 築地駅 - 八丁堀駅 - 茅場町駅 - 人形町駅 - 小伝馬町駅

 丸ノ内線
- 銀座駅

 東西線
- 日本橋駅 - 茅場町駅

 有楽町線
- 銀座一丁目駅 - 新富町駅 - 月島駅

 半蔵門線
- 三越前駅 - 水天宮前駅

東京都交通局（都営地下鉄）
 都営浅草線
- 東銀座駅 - 宝町駅 - 日本橋駅 - 人形町駅 - 東日本橋駅

 都営新宿線
- 馬喰横山駅 - 浜町駅

 都営大江戸線
- 月島駅 - 勝どき駅 - 築地市場駅

### 水上バス
- 東京都観光汽船
  - 隅田川ライン
    - 浜離宮発着所

  - お台場ライン
    - 晴海発着所
- 東京都公園協会
  - 東京水辺ライン
    - 浜町発着場、明石町・聖路加ガーデン前発着場、浜離宮発着場（浜町発着場と明石町・聖路加ガーデン前発着場の間にある越中島発着場は江東区）

### バス

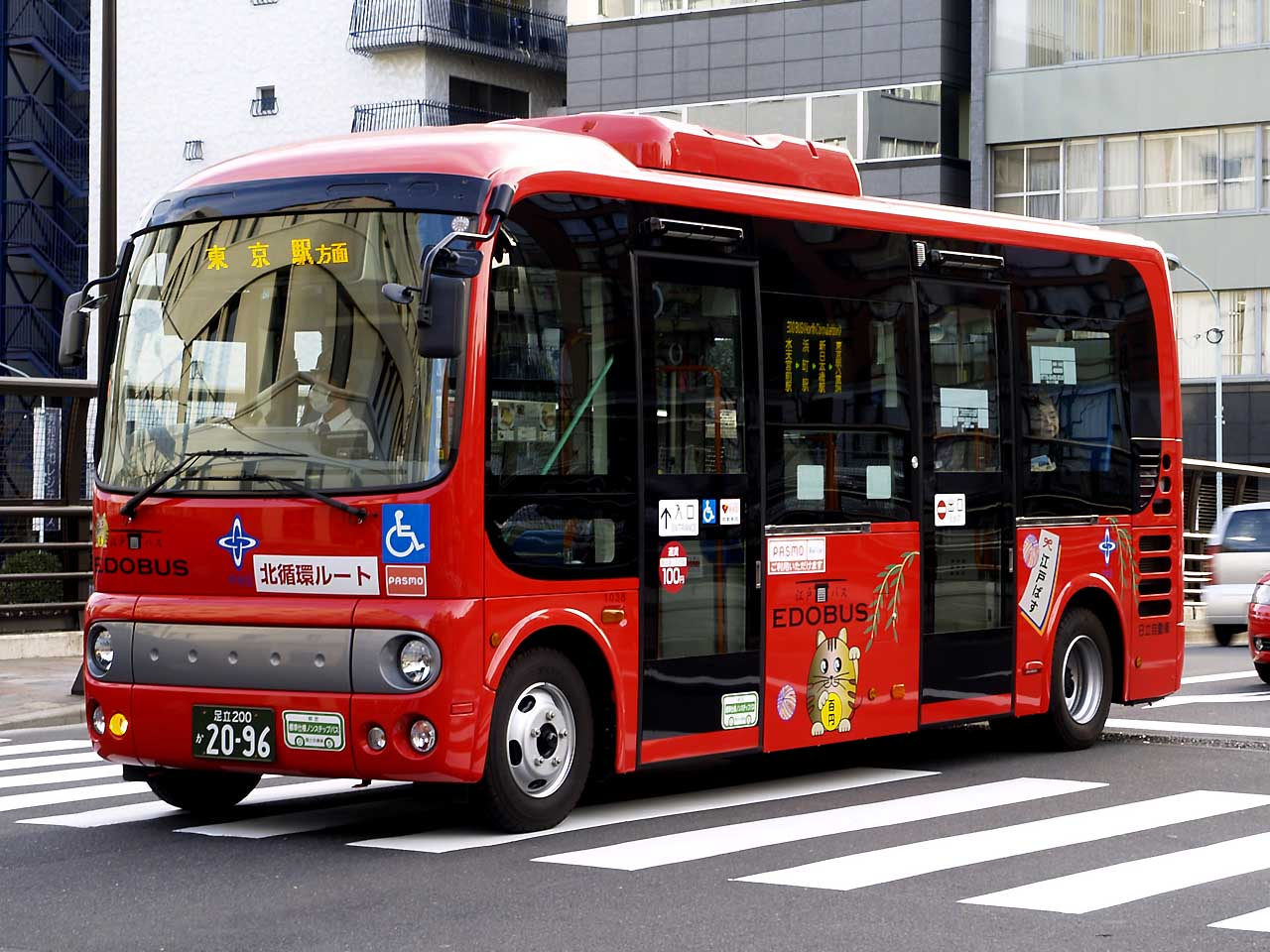
江戸バス

- 東京都交通局
  - 都営バス
- 日の丸自動車興業
  - メトロリンク日本橋（無料循環バス）
- 日立自動車交通
  - 中央区コミュニティバス（江戸バス）
  - 晴海ライナー
- 京成バス・東京BRT

### 道路
- 首都高速道路
  - 1号上野線
  - 6号向島線
  - 9号深川線
  - C1都心環状線
  - 10号晴海線
- 東京高速道路
- 国道1号
- 国道4号

- 国道6号（江戸通り）
- 国道14号（京葉道路）
- 国道15号（中央通り）
- 国道17号（中央通り）
- 国道20号
- 晴海通り
- 外堀通り
- 昭和通り

## 観光
日本橋地域
- 日本橋商店街、薬品街、繊維街、問屋街
- 兜町証券街（東京証券取引所など）
- 日本銀行本店
- 人形町今半本店
- 三井本館
- 三越本店
- 明治座
- 東京シティエアターミナル (T-CAT)

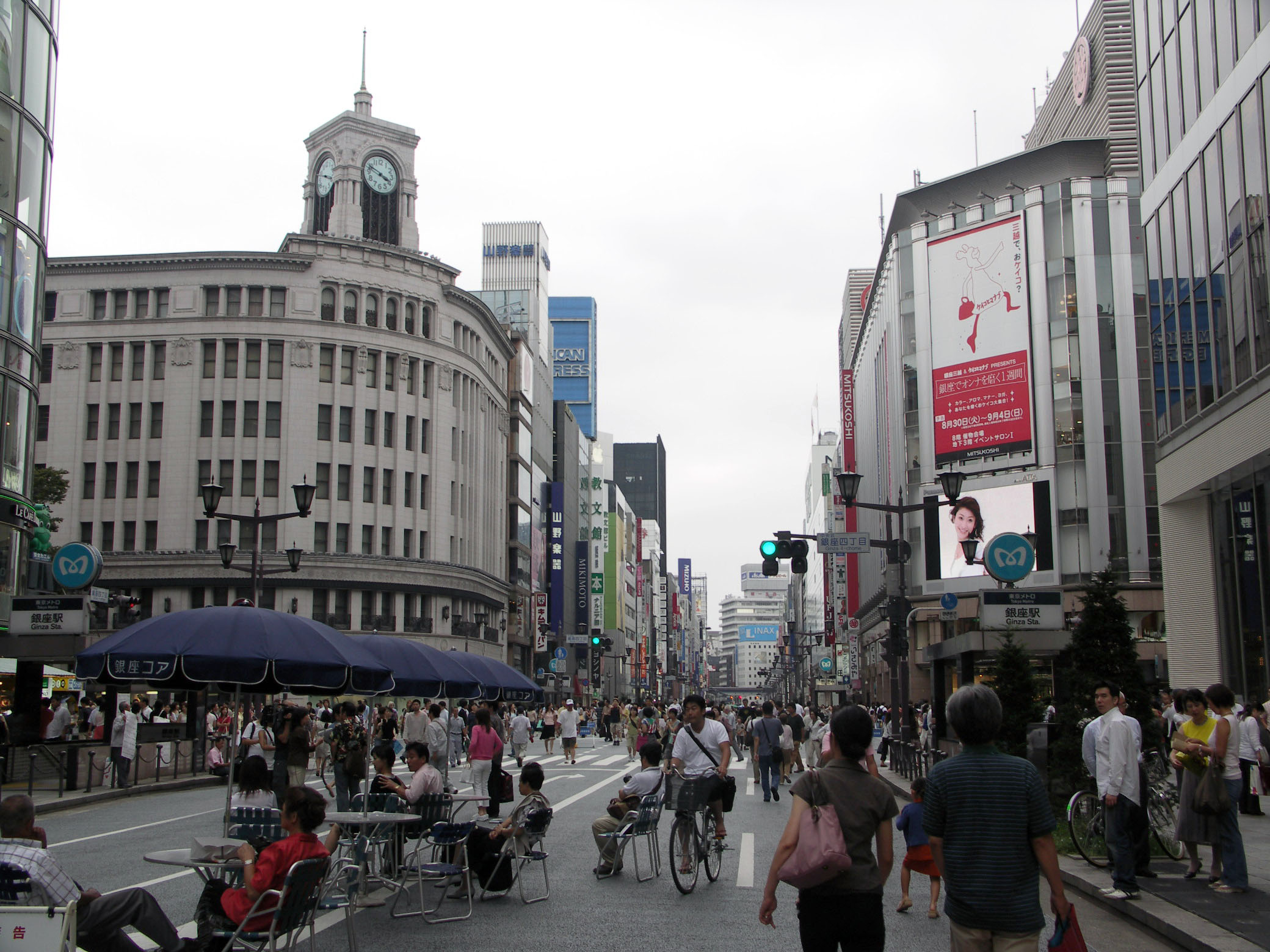
銀座

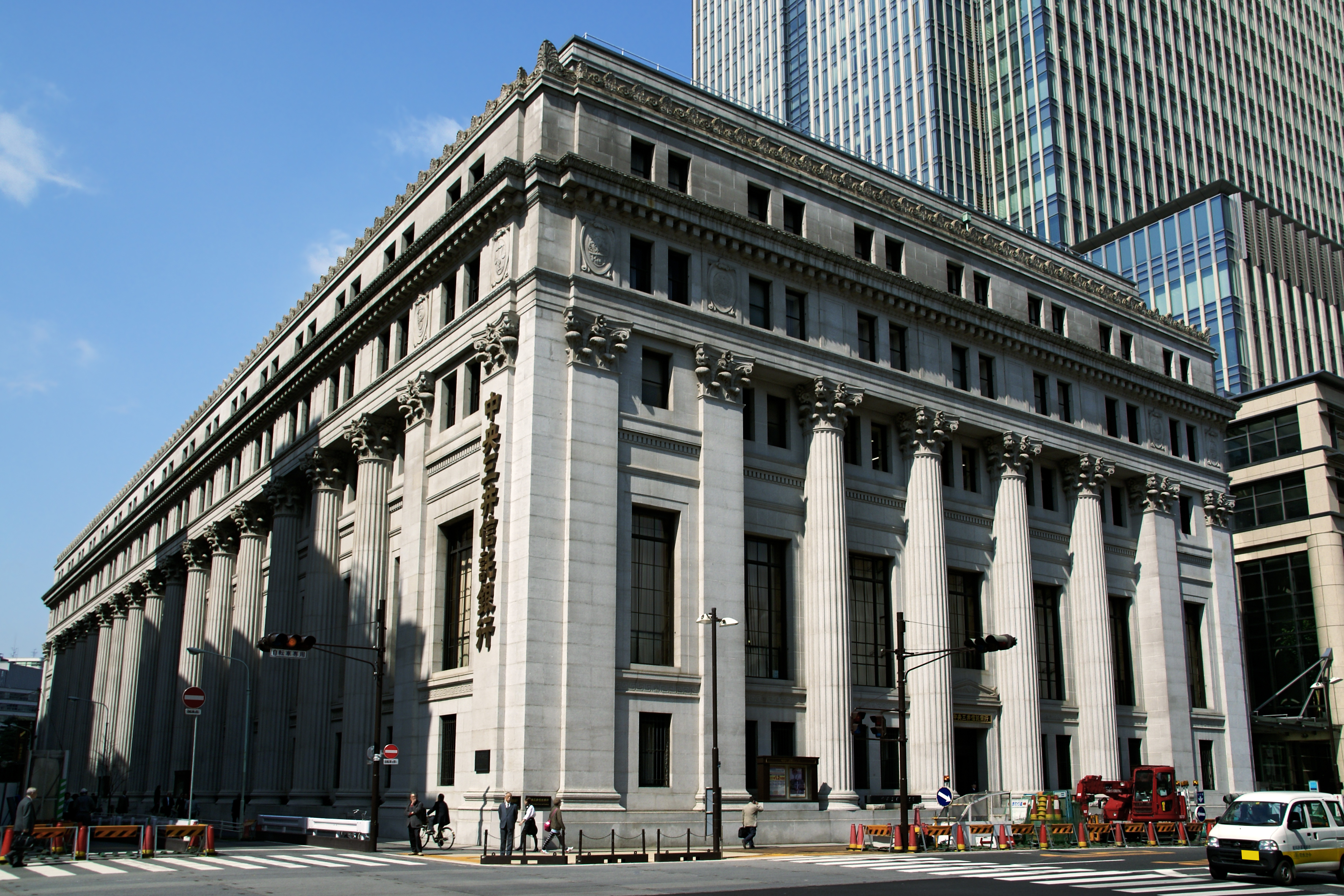
三井本館

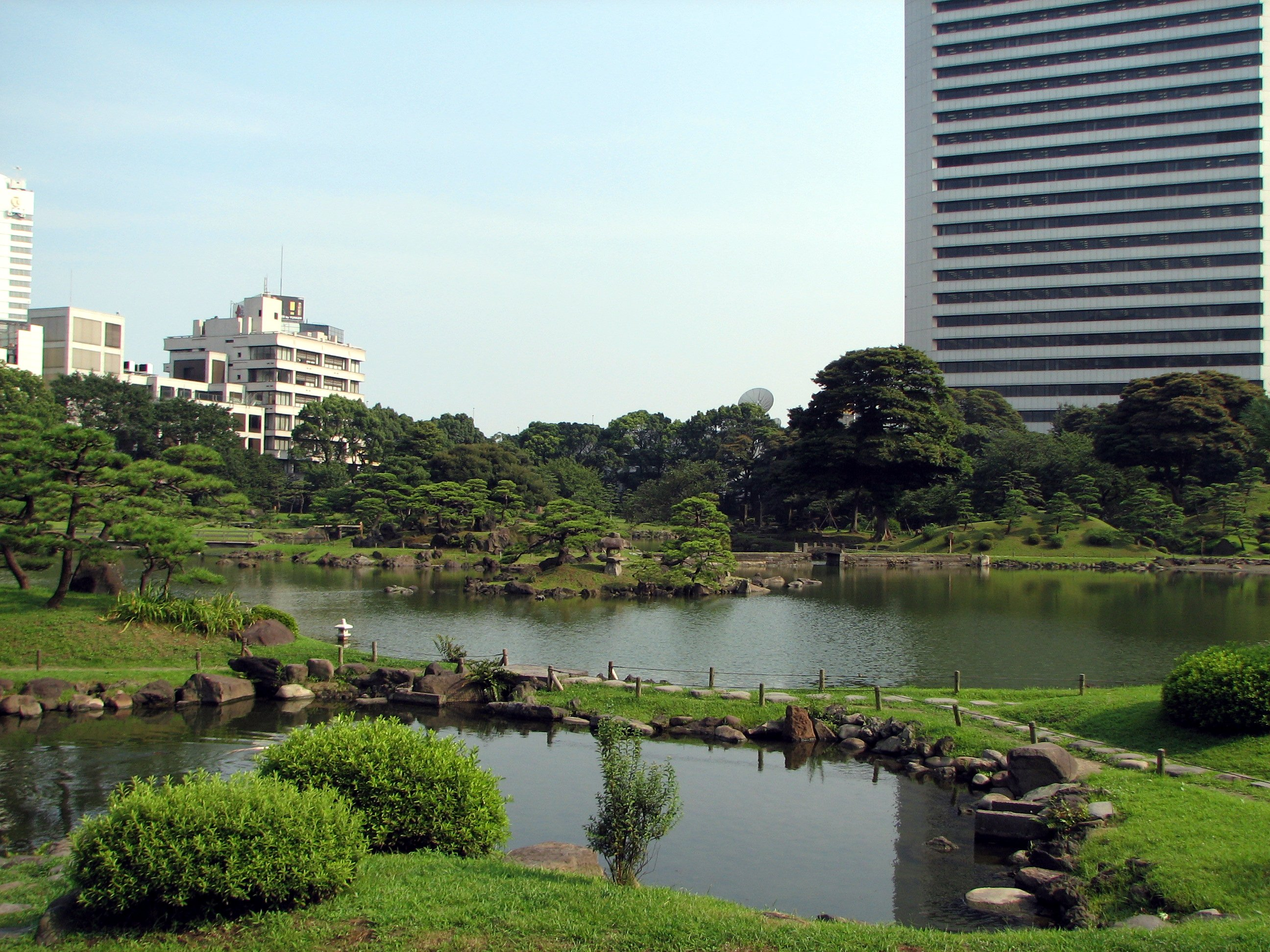
浜離宮

- 山口県東京観光物産センター（おいでませ山口館）
- メトロリンク日本橋（無料循環バス）

京橋・月島地域
- 銀座
- 永代橋
- アーティゾン美術館
- 歌舞伎座
- 新橋演舞場
- 和光（旧服部時計店、通称「銀座の時計台」）
- 東京都中央卸売市場 築地市場
- 築地本願寺
- 国立がん研究センター
- 聖路加国際病院
- 浜離宮庭園
- 勝鬨橋
- 月島
- 晴海埠頭
- 東京ミッドタウン八重洲
- バスターミナル東京八重洲

## 神社
- 水天宮
- 住吉神社
- 波除稲荷神社
- 鉄砲洲稲荷神社
- 椙森神社
- 小網神社
- 松島神社
- 末廣神社
- 笠間稲荷神社（分社）
- 成功稲荷神社（銀座資生堂本社屋上）
- 龍光不動尊（銀座松屋屋上）

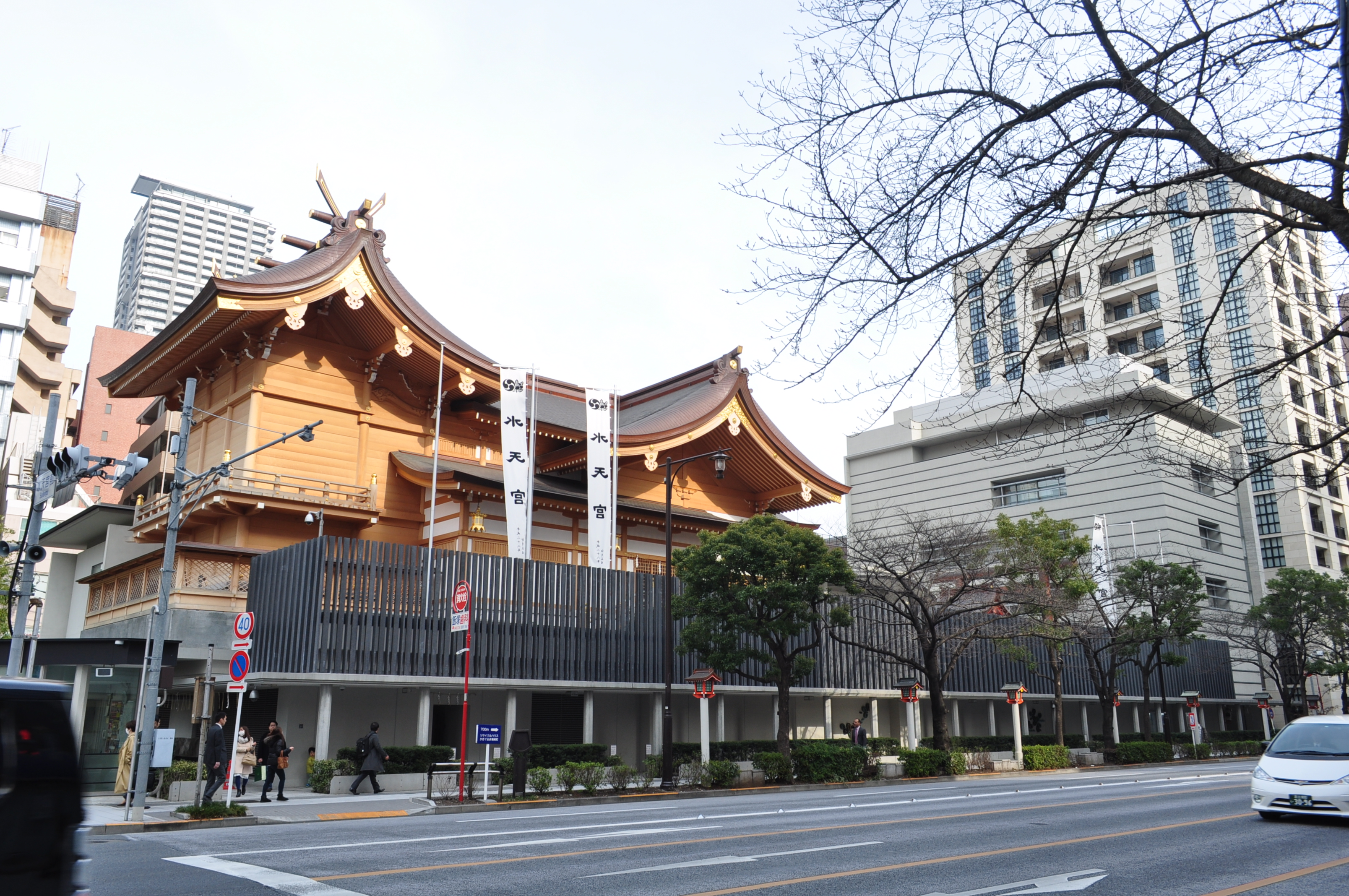
水天宮（2018年2月28日撮影）

なお神田祭で有名な神田明神、山王祭で有名な日枝神社は共に千代田区の神社であるが、両社とも氏子範囲に中央区が大きく含まれており、区内にも各町会の神輿が渡御するため中央区にとっても欠かすことができない祭礼である。さらに深川祭で有名な富岡八幡宮も江東区の神社でありながら中央区の一部は氏子地域にあたる。そのため、神田明神、日枝神社、富岡八幡宮の3社とも鎮座地は区外であるものの、区内も氏子区域にあたるため中央区も区を上げて参加や宣伝を行っている。神田祭は西暦奇数年が本祭り、山王祭は西暦偶数年が本祭り、深川祭は3年に1度が本祭りであり、この3つの祭礼が江戸三大祭りである。

## 教育

### 大学
- 聖路加国際大学
- 大学院大学至善館
- 早稲田大学 日本橋キャンパス
- 同志社大学東京オフィス

### 公立学校
高等学校（全1校）
- 東京都立晴海総合高等学校

中学校（全5校）
- 中央区立銀座中学校
- 中央区立佃中学校
- 中央区立日本橋中学校
- 中央区立晴海中学校
- 中央区立晴海西中学校

小学校（全17校）
- 中央区立明石小学校
- 中央区立有馬小学校
- 中央区立京橋築地小学校
- 中央区立阪本小学校
- 中央区立城東小学校
- 中央区立泰明小学校
- 中央区立中央小学校
- 中央区立月島第一小学校
- 中央区立月島第三小学校
- 中央区立月島第二小学校
- 中央区立佃島小学校
- 中央区立常盤小学校
- 中央区立豊海小学校
- 中央区立日本橋小学校
- 中央区立久松小学校
- 中央区立明正小学校
- 中央区立晴海西小学校

幼稚園（全14校）
- 泰明幼稚園
- 中央幼稚園
- 明石幼稚園
- 京橋朝海幼稚園
- 明正幼稚園
- 常盤幼稚園
- 日本橋幼稚園

- 久松幼稚園
- 有馬幼稚園
- 月島幼稚園
- 月島第一幼稚園
- 月島第二幼稚園
- 晴海幼稚園
- 豊海幼稚園

### 公立学校（廃校）
中学校
- 明石中学校
- 第一中学校
- 文海中学校
- 明正中学校
- 第二中学校
- 月島第一中学校
- 月島第二中学校

- 月島第三中学校
- 有馬中学校
- 浜町中学校
- 日本橋中学校
- 久松中学校
- 紅葉川中学校

小学校
- 京橋昭和小学校
- 日本橋城東小学校
- 京華小学校

- 鉄砲洲小学校
- 東華小学校
- 十思小学校

### 私立学校
- 開智日本橋学園中学・高等学校

### 各種学校
- 東京仏教学院
- アートマスターズスクール

## 図書館
中央区立図書館は4館あり、区民1人当たりの図書館蔵書数は5.5冊で、23区では千代田区についでの第二位である（23区平均は、区民1人あたり3.4冊（2012年時点））。

## メディア
新聞社
- 朝日新聞東京本社（『朝日新聞』）
- 日刊スポーツ新聞社（『日刊スポーツ』）

出版社
- マガジンハウス
- 主婦と生活社
- 日之出出版
- ニューメディア 他多数

放送局（ラジオ）
- 中央エフエム

## 出身有名人
- 青島幸男 - 作家、政治家、俳優、作詞家、タレント、放送作家、映画監督。
- 青島美幸 - 作家、タレント。
- 青島利幸 - 放送作家、作詞家。
- 芥川龍之介 - 作家。明石町。
- 朝丘雪路 - 女優、歌手。
- 生田與克 - 実業家。月島。
- 池田文雄 - 元日本テレビ・ニッポン放送プロデューサー。日本橋。
- 石坂浩二 - 俳優。銀座。
- 居作昌果 - テレビプロデューサー、実業家。銀座。
- 泉ピン子 - 女優。銀座。
- 和泉雅子 - 女優。銀座。
- 稲山嘉寛 - 元新日鐵（現日本製鉄）社長、元経団連会長。銀座。
- 岩下志麻 - 女優、歌手。銀座
- 内田有紀 - 女優。日本橋。
- 四代目江戸家猫八 - ものまね芸人。日本橋浜町。
- 柄本明 - 俳優。銀座木挽町。
- 大木トオル - ブルースシンガー、国際セラピードッグ協会代表。日本橋人形町。
- 大橋武尊 - プロ野球選手。 ※生まれは港区で、港区出身とされることも多い。
- 大山智弥子 - 元極真会館大山派館長。日本橋。
- 岡部喜代子 - 最高裁判所判事。日本橋
- おたけ（ジャングルポケット） - お笑い芸人。月島。
- 小野達也 - 政治家、伊東市長。
- 角澤照治 - テレビ朝日アナウンサー。湊。
- 樫尾俊雄 - カシオ計算機名誉会長。
- 柏原寛司 - 脚本家、映画監督。日本橋人形町。
- 加藤武 - 俳優。銀座。
- 川端健嗣 - フジテレビアナウンサー。銀座。
- 北林谷栄 - 女優、歌手。銀座。
- 北原照久 - 玩具コレクター。京橋。
- 木村優子 - 日本テレビ編成局アナウンス部長。湊。
- 十一代目金原亭馬生 - 落語家。銀座。
- 久慈あさみ - 女優、歌手。新富。
- 車田正美 - 漫画家。月島。
- 小林信吾 - 作曲家。
- 小林信彦 - 小説家、評論家、コラムニスト。東日本橋。
- 小林のり一 - コメディアン。 日本橋浜町。
- 今野瑠斗 - プロ野球選手。
- 酒井広 - 司会者、元NHKアナウンサー。
- 佐藤照子 - 教育者。埼玉短期大学学長。
- 篠沢秀夫 - フランス文学者、学習院大学名誉教授。銀座
- 新川完二 - 元力士。
- 神東山忠也 - 元力士。
- 鈴木涼美 - 作家。
- 鈴木清順 - 映画監督、俳優。
- 高田敏子 - 詩人。
- 高緑成治 - ミュージシャン。エレファントカシマシのベース。月島。
- 田口恵美子 - 元テレビ東京アナウンサー、松岡修造夫人。新富。
- 竹田圭吾 - 雑誌編集者。新富
- 田中圭 - 俳優。
- 谷合廣紀 - 将棋棋士、情報工学者
- 谷川晃一 - 画家、エッセイスト、美術評論家、絵本作家。
- ちばてつや - 漫画家。
- テリー伊藤 - テレビディレクター、タレント。築地。
- 十朱久雄 - 俳優。
- 十朱幸代 - 女優。
- トニー谷 - ヴォードヴィリアン。銀座。
- 中尾隆聖 - 声優。日本橋。
- 中田康雄 - カルビー相談役、元代表取締役社長。
- 中村吉三郎 (法学者) - 法学者、早稲田大名誉教授。日本橋人形町。
- なぎら健壱 - フォークソング歌手、タレント。銀座。
- 南條竹則 - 作家。日本橋本石町。
- 西谷弘 - 演出家、映画監督。銀座。
- 野沢直子 - お笑いタレント。日本橋人形町。
- 野沢那智 - 声優。日本橋浜町。
- 服部金太郎 - セイコーグループ創業者。
- 服部真湖 - 司会者、ナレーター。日本橋人形町。
- 濱田典子 - フリーアナウンサー。
- 早川徳次 - シャープ創業者。日本橋久松町。
- 原田治 - イラストレーター。築地。
- 十代目坂東三津五郎 - 歌舞伎俳優。日本橋小伝馬町。
- 緋縅力弥 - 元力士。
- 弘竜太郎 - 日本テレビアナウンサー。
- 福原信三 - 資生堂初代社長、写真家。銀座。
- 福原路草 - 写真家。銀座。
- 藤巻潤 - 俳優。日本橋。
- 藤山一郎 - 歌手、声楽家、作曲家。日本橋蛎殻町。
- 古谷俊一 - 建築家。
- 細田善彦 - 俳優、タレント。
- 前野曜子 - 歌手（ペドロ&カプリシャス初代ヴォーカル）。銀座。
- 雅子 - モデル。日本橋。
- マダム路子 - 日本初魅力研究家・美容家・作家。日本橋中州
- 松木安太郎 - 元Jリーグ監督。日本橋小伝馬町。
- 円山雅也 - 弁護士、元参議院議員。京橋
- 三木のり平 - 俳優、演出家、コメディアン。日本橋浜町。
- 水森亜土 - イラストレーター。日本橋。
- 南谷朝子 - 女優、シンガーソングライター。日本橋蛎殻町。
- 三橋達也 - 俳優。
- ミヤコ蝶々 - 女優、漫才師。日本橋小伝馬町。
- 宮本亜門 - 演出家。銀座。
- 諸河久 - 鉄道写真家。新富。
- 山口果林 - 女優。日本橋兜町。
- 山田玲司 - 漫画家。日本橋。
- 吉田尚記 - ニッポン放送アナウンサー。銀座。
- 芳村真理 - 女優、モデル、タレント、司会者。日本橋。
- 吉本隆明 - 評論家。月島。
- 若林正恭 - お笑い芸人、オードリー (お笑いコンビ)。入船。
- 和久井節緒 - 声優、俳優。日本橋。

## 作品
- 小説
  - 黒蘭姫（横溝正史） - 銀座のエビス屋百貨店で起きた殺人事件を描いた作品。
  - 女が見ていた（横溝正史） - 銀座のキャバレーで起きた殺人事件で嫌疑をかけられた主人公と、その無実を証明するパンパンの連続殺人を描いた作品。
  - 魔弾の射手（高木彬光） - 第3の殺人の舞台が銀座付近の路上で、直前に銀座のキャバレーにほとんどの登場人物が集まっている。
  - 女王蜂（横溝正史） - 第3の殺人の舞台が銀座の歌舞伎座。
  - 暗闇の中の猫（横溝正史） - 銀行強盗事件と東銀座のキャバレーで起きた殺人事件を描いた作品。
  - 橋づくし（三島由紀夫） - 築地の三吉橋、築地橋、入舟橋、暁橋、堺橋、備前橋を、中秋の名月に願掛けしながら渡る物語。
  - 貸しボート十三号（横溝正史） - 隅田川河口、浜離宮公園沖に流れ着いた貸しボートから発見された男女の惨死体の謎を描いた作品。
- 映画
  - 日本橋（1956年 大映）- 泉鏡花の名作を市川崑監督が映画化。明治時代の日本橋界隈が登場する。
  - 銀座の恋の物語（1962年 日活、石原裕次郎主演）
  - 女帝 SUPER QUEEN (2000年金澤克次監督、小沢真珠主演) - 銀座のクラブおよびキャバクラが舞台
  - 築地魚河岸三代目（2008年 松竹、松原信吾監督大沢たかお主演）
- ドラマ
  - 水戸黄門（TBS） - 江戸が舞台のときは度々。
  - 女系家族（TBS） - 2005年に放送された山崎豊子の同名小説を原作としたドラマ。放送当時の日本橋が舞台（原作では戦後間もない大阪市船場である）。
  - ランチの女王（フジテレビ） - 日本橋の洋食屋「キッチンマカロニ」を舞台とするドラマ。
  - 連続テレビ小説（NHK）
    - 瞳 - 2008年上半期に放送されていたドラマ。月島のもんじゃ焼きや佃の住吉神社の例祭が大きく取り上げられた。
    - 花子とアン - 2014年上半期に放送されていたドラマ。大正時代の銀座が舞台。他に山梨県甲府市、東京都の港区麻布、大田区大森などを舞台としている。
    - おかえりモネ - 2021年上半期に放送されているドラマ。

  - 黒革の手帖
  - 女帝 SUPER QUEEN (朝日放送) - 銀座のクラブ及びキャバクラが舞台
  - 女帝 薫子 (テレビ朝日) - 銀座のクラブ及びキャバクラが舞台
  - 筆談ホステス
  - 新参者
  - 遺留捜査 シーズン2,シーズン3 (テレビ朝日) - 月島
  - お天気お姉さん (2013年のテレビドラマ) (テレビ朝日) - 佃
- 漫画
  - 江戸前エルフ（樋口彰彦） - 月島の神社とその周辺の地域が舞台。
- アニメ・特撮
  - 帰ってきたウルトラマン (TBS) - 防衛組織「MAT」の地上オフィスがあるという設定。
  - 月面兎兵器ミーナ（フジテレビ） - 月島地区を匂わせる街並みが多々登場。
  - 江戸前エルフ（TBS） - 上述の漫画のアニメ版。
- 楽曲
  - 銀座の恋の物語（石原裕次郎・牧村旬子）など、曲名や歌詞に銀座が登場する楽曲が多い。